# Кук, Томас (футболист)
Томас Джозеф Кук (англ. Thomas Joseph Cooke; 22 августа 1885, Сент-Луис, Миссури — 15 июля 1964, Денвер) — американский футболист, бронзовый призёр летних Олимпийских игр 1904.
На Играх 1904 в Сент-Луисе Кук выступал за вторую сборную США. Проиграв два матча и проведя один вничью, он занял третье место и получил бронзовую медаль.